# Nubeculina
Nubeculina es un género de foraminífero bentónico de la subfamilia Nodobaculariinae, de la familia Nubeculariidae, de la superfamilia Cornuspiroidea, del suborden Miliolina y del orden Miliolida. Su especie tipo es Sagrina divaricata. Su rango cronoestratigráfico abarca el Holoceno.

## Discusión
Clasificaciones más recientes incluyen Nubeculina en la superfamilia Nubecularioidea.

## Clasificación
Nubeculina incluye a las siguientes especies:
- Nubeculina advena
- Nubeculina chapmani
- Nubeculina divaricata
- Nubeculina gracilis